# Distretto di Bərdə
Il distretto di Bərdə (in azero: Bərdə rayon) è un distretto dell'Azerbaigian. Il suo capoluogo è Bərdə.